# Salix neowilsonii
Salix neowilsonii är en videväxtart som beskrevs av Wen Pei Fang. Salix neowilsonii ingår i släktet viden, och familjen videväxter. Inga underarter finns listade i Catalogue of Life.